# Kunčičky u Bašky
Kunčičky u Bašky (německy Klein Kunzendorf) je velká vesnice, část obce Baška v okrese Frýdek-Místek. Rozloha je 430 ha.

## Geografie
Kunčičky u Bašky se nacházejí v okrese Frýdek-Místek, asi 2 kilometry jižně od Frýdku-Místku a 1 kilometr západně od Bašky.

## Historie
První zmínka o vsi pochází z roku 1288, kdy patřila olomouckému biskupství. Poté se stala součástí léna rodu Stangeu. Kunčičky u Bašky patří mezi nejstarší obce regionu. Do roku 1402 nesli název Cunczendorf. Větší část 14. století byly součástí Místecko-frydlántského panství.
V letech 1869–1950 byla samostatnou obcí a od roku 1961 se vesnice stala součástí obce Baška.

## Obyvatelstvo
| Rok            | 1869 | 1880 | 1890 | 1900 | 1910 | 1921 | 1930 | 1950 | 1961 | 1970 | 1980 | 1991 | 2001  | 2011  | 2021  |
| -------------- | ---- | ---- | ---- | ---- | ---- | ---- | ---- | ---- | ---- | ---- | ---- | ---- | ----- | ----- | ----- |
| Počet obyvatel | 471  | 537  | 556  | 671  | 763  | 648  | 778  | 883  | 969  | 842  | 885  | 916  | 1 003 | 1 143 | 1 304 |
| Počet domů     | 64   | 78   | 79   | 87   | 93   | 98   | 127  | 204  | 204  | 232  | 246  | 301  | 333   | 394   | 456   |

## Památky
V Kunčičkách u Bašky bylo před druhou světovou válkou plánováno postavit kapli. S příchodem války byly plány zastaveny. Po válce měla být stavba kaple uskutečněna, ale nikdy k tomu nedošlo. V blízkosti Bayerova mlýna se nachází základní kámen ke stavbě této kaple.